# Жал
Жал — у казахів та киргизів, підгривний кінський жир. При відрізанні жала від кінської туші прирізати трохи (до 10 %) м'яса з шиї. Вигляд, консистенція та смак схожі на вим'я, вважається ласою частиною кінської туші. Вживається в копчено-вареному вигляді, зазвичай холодним.
Жал часто подають із жая — кінським огузком, який вважається ласим шматком.